# عمدة (إسبانية)

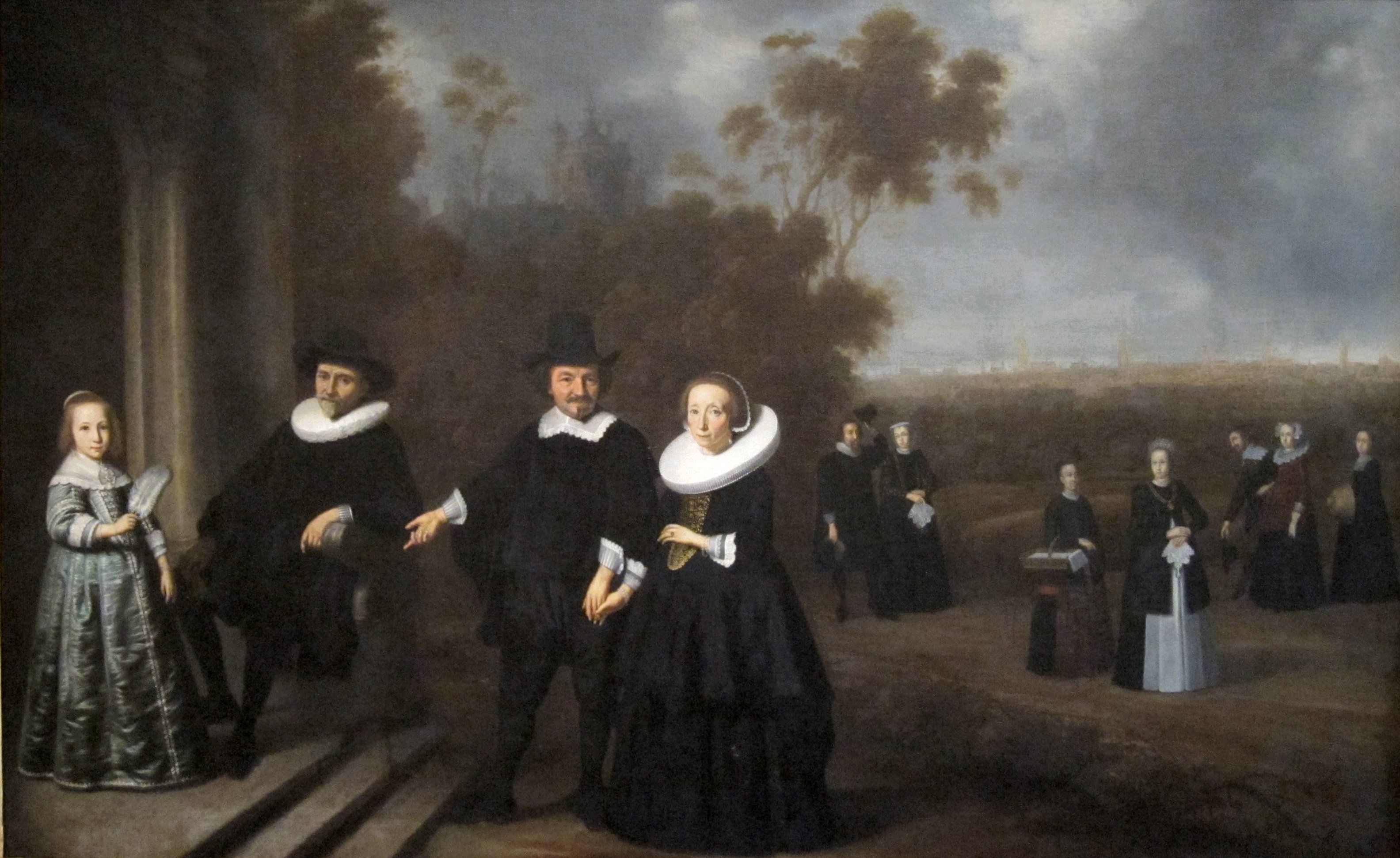

لقب العمدة في الإسبانية (بالإنجليزية: Burgomaster)‏، كلمة مستخدمة في اللغة الأسبانية منذ منتصف القرن 16، وهي مطابقة للكلمة الألمانية burgemeester، حيث تصنف في ألمانيا وهولندا وسويسرا وسائر بلدان أوروبا الوسطي لوظيفة عامة مع السلطات الخاصة للعمدة.